# Agy
Agy é uma comuna francesa na região administrativa da Normandia, no departamento Calvados. Estende-se por uma área de 4,18 km². Em 2010 a comuna tinha 305 habitantes (densidade: 73 hab./km²).